# ماكسين جونز
ماكسين جونز (بالإنجليزية: Maxine Jones)‏ هي مغنية أمريكية، ولدت في 16 يناير 1962 في باترسون في الولايات المتحدة.

## وصلات خارجية
- ماكسين جونز على موقع ميوزك برينز (الإنجليزية)
- ماكسين جونز على موقع قاعدة بيانات الأفلام السويدية (السويدية)
- ماكسين جونز على موقع أول ميوزيك (الإنجليزية)
- ماكسين جونز على موقع ديسكوغز (الإنجليزية)